# Заря (Ленинский район)
Заря — посёлок в Ленинском районе Волгоградской области, в составе Степновского сельского поселения.
Население — 749 (2010)

## История
Предположительно основан как центральная усадьба колхоза имени Ворошилова. По состоянию на 1 января 1936 года колхоз имени Ворошилова числился в составе Ленинского сельсовета Ленинского района Сталинградского края. Указом Президиума Верховного Совета РСФСР от 21 июня 1949 года в Ленинском районе за счёт разукрупнения Ленинского сельсовета был образован новый Ворошиловский сельсовет в границах посёлков имени Ворошилова и имени Кирова с центром посёлке имени Ворошилова.
Решением Сталинградского облисполкома от 24 октября 1957 года № 23/591 Ворошиловский сельсовет был переименован в Зоринский сельсовет, а центр этого сельсовета посёлок имени Ворошилова был переименован в посёлок Заря. Решением Сталинградского облисполкома от 20 марта 1959 года № 6/139 в Ленинском районе был упразднен Зоринский сельсовет с передачей его территории в административное подчинение Ленинского поселкового совета (с 1963 по 1965 год входил в состав Среднеахтубинского района). Решением Волгоградского облисполкома от 15 апреля 1968 года № 12/535 в Ленинском районе был вновь образован Зоринский сельсовет с центром в посёлке Степной (в составе посёлков Степной и Заря). В 1975 году Зоринский сельсовет был переименован в Степновский

## Общая физико-географическая характеристика
Посёлок расположен в полупустынной зоне, в пределах Прикаспийской низменности, на высоте 20 метров выше уровня моря. К посёлку подходит ветвь Ленинского канала, имеется пруд. Почвы — светло-каштановые солонцеватые и солончаковые, солонцы луговатые (полугидроморфные) и лугово-каштановые.
По автомобильной дороге расстояние до областного центра города Волгограда составляет 87 км, до районного центра города Ленинска — 30 км, д до административного центра сельского поселения посёлка Степной — 15 км.

## Население
| 1987  | 2002 |
| ----- | ---- |
| ≈ 150 | 200  |

| 2010 |
| ---- |
| 142  |